# Dark Energy Survey
Dark Energy Survey (DES), ou Levantamento da Energia Escura, é um levantamento no ótico/infravermelho próximo cujo objetivo é estudar a dinâmica da expansão do universo e o crescimento das estruturas em grande escala. A colaboração é composta por instituições de pesquisa e universidades nos Estados Unidos da América, Brasil, Reino Unido, Alemanha, Espanha, e Suíça.
O levantamento usa o telescópio de 4 metros Victor M. Blanco Telescope localizado no Observatório de Cerro Tololo (CTIO) no Chile, o qual foi reformado e incrementado com a nova e moderna Dark Energy Camera (DECam), ou Camera da Energia Escura. 
Essa câmera tem um detector de 570 Megapixels que permite maior sensibilidade na obtenção de imagens na parte vermelha do espectro visível e infravermelho próximo quando comparada com instrumentos anteriores.
A DECam tem um dos maiores campos de visão (2.2 graus) disponível para a observação de imagens feitas em telescópios na Terra, otimizando o mapeamento de grandes regiões do céu. 
O levantamento vai observar 5.000 graus quadrados do céu austral em uma região que se superpõe ao South Pole Telescope e evita o disco da Via Láctea, cuja profusão de estrelas afeta as observações de galáxias distantes, as quais são os alvos principais do projeto para estudar as propriedades da energia escura usando lente gravitacional fraca, aglomerados de galáxias, oscilação acústica de bárions e supernovas. 
O levantamento teve a sua primeira luz em 2012, quando entrou em um período de Verificação Científica, e começou a operar em 2013, terminando as operações em 2019. Sua área de cobertura será observada várias vezes em cinco bandas fotométricas (g, r, i, z, e Y).
As imagens e catálogos de objetos, como estrelas e galáxias, do DES estão disponíveis em lançamentos públicos de dados, o segundo lançamento foi feito em Janeiro de 2021 incluindo todos os seis anos de observação e cerca de 700 milhões de objetos distintos.